# Église de la Madeleine de Moisy
Pour les articles homonymes, voir Église de la Madeleine (homonymie).
L'église de la Madeleine de Moisy est située dans le département français de Loir-et-Cher. Elle a été classée au patrimoine historique le 21 janvier 2008, en particulier pour son retable récemment rénové. Le retable présente le Christ berger (ou Bon Pasteur), une représentation assez répandue les trois premiers siècles, mais plus rare et plus remarquable par la suite. On retrace certaines parties du prieuré au XIIe siècle, d'autres parties sont datées du XIVe et du XVIIIe siècle.

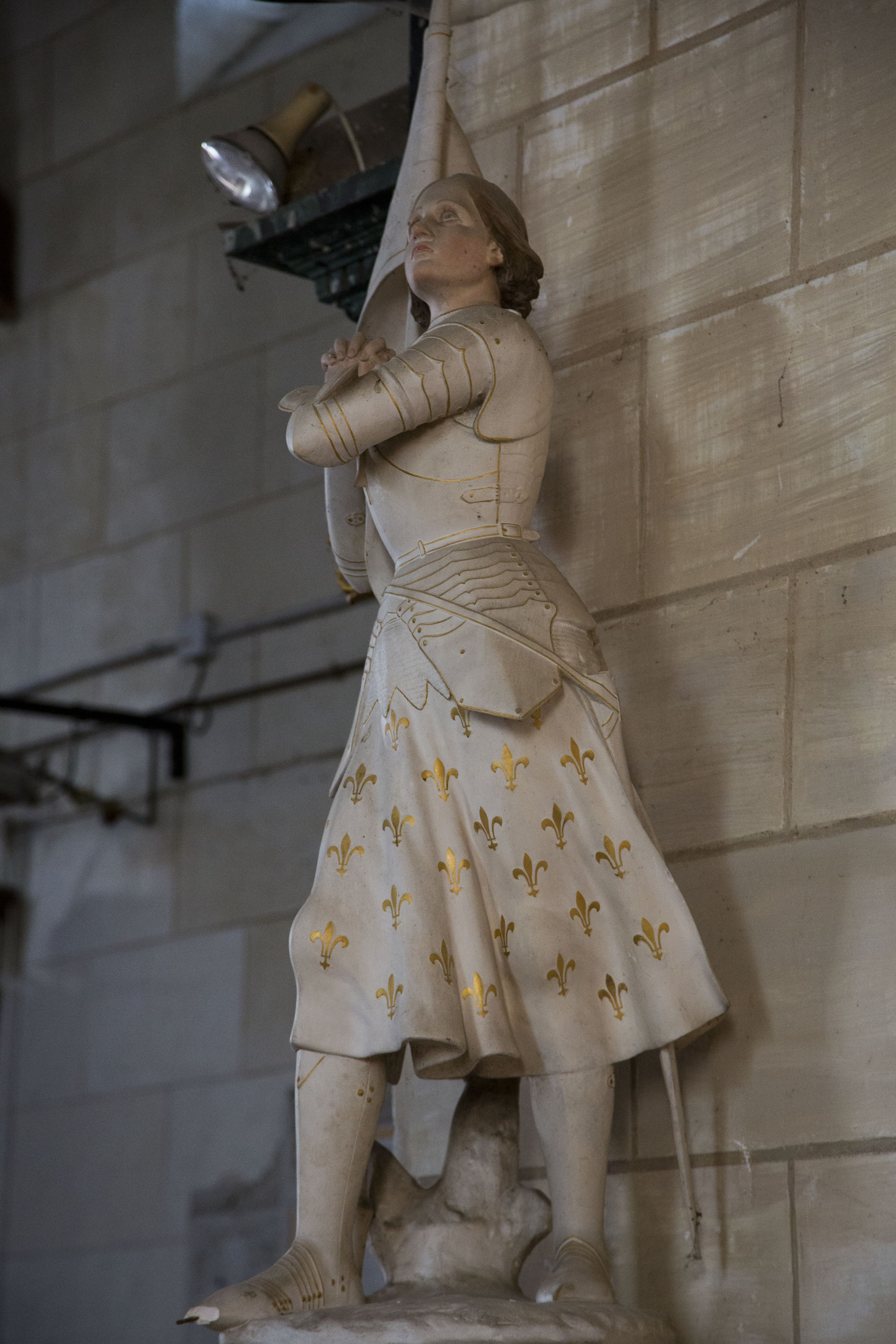
Statue de Jeanne d'Arc en profil.
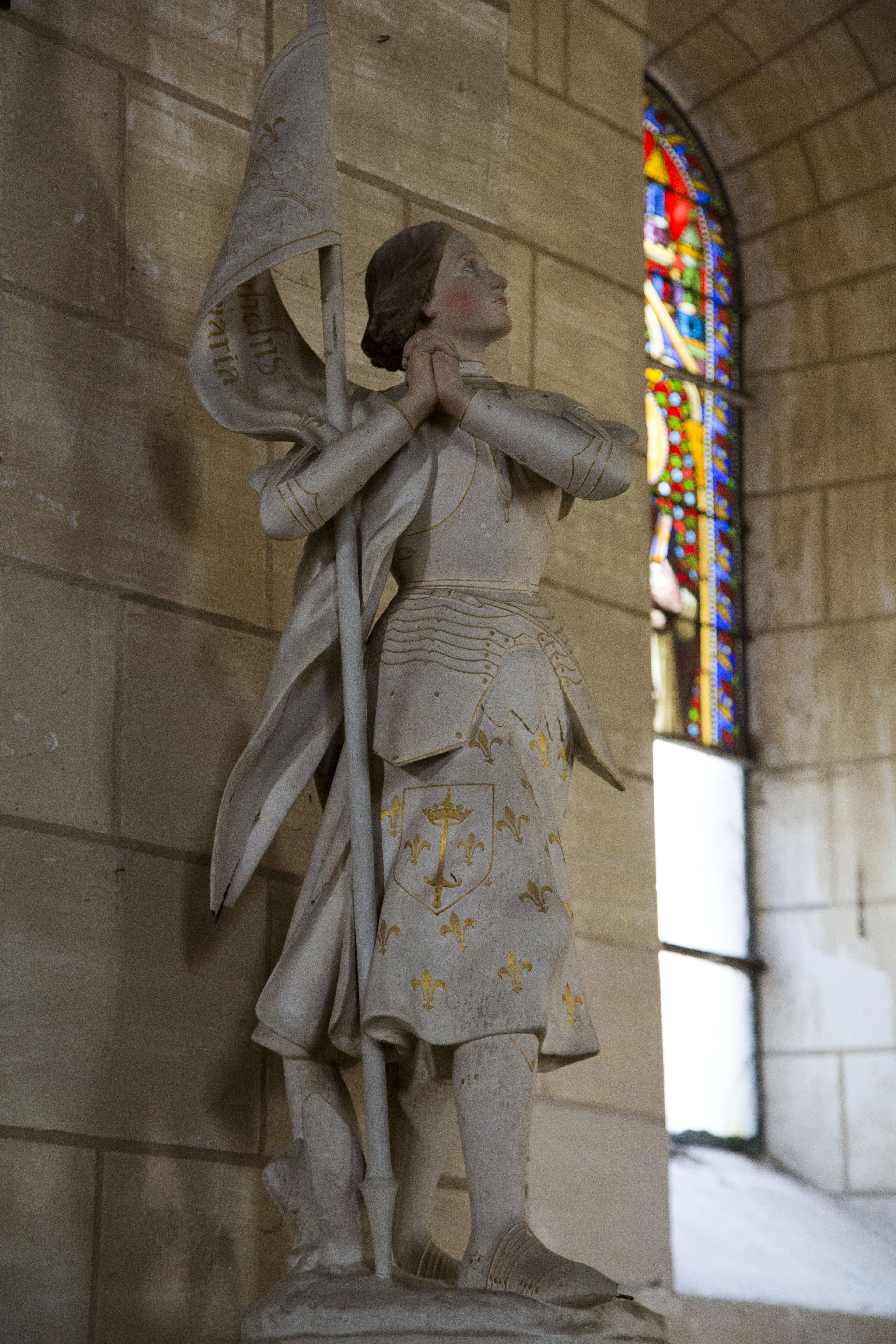
Statue de Jeanne d'Arc en profil.
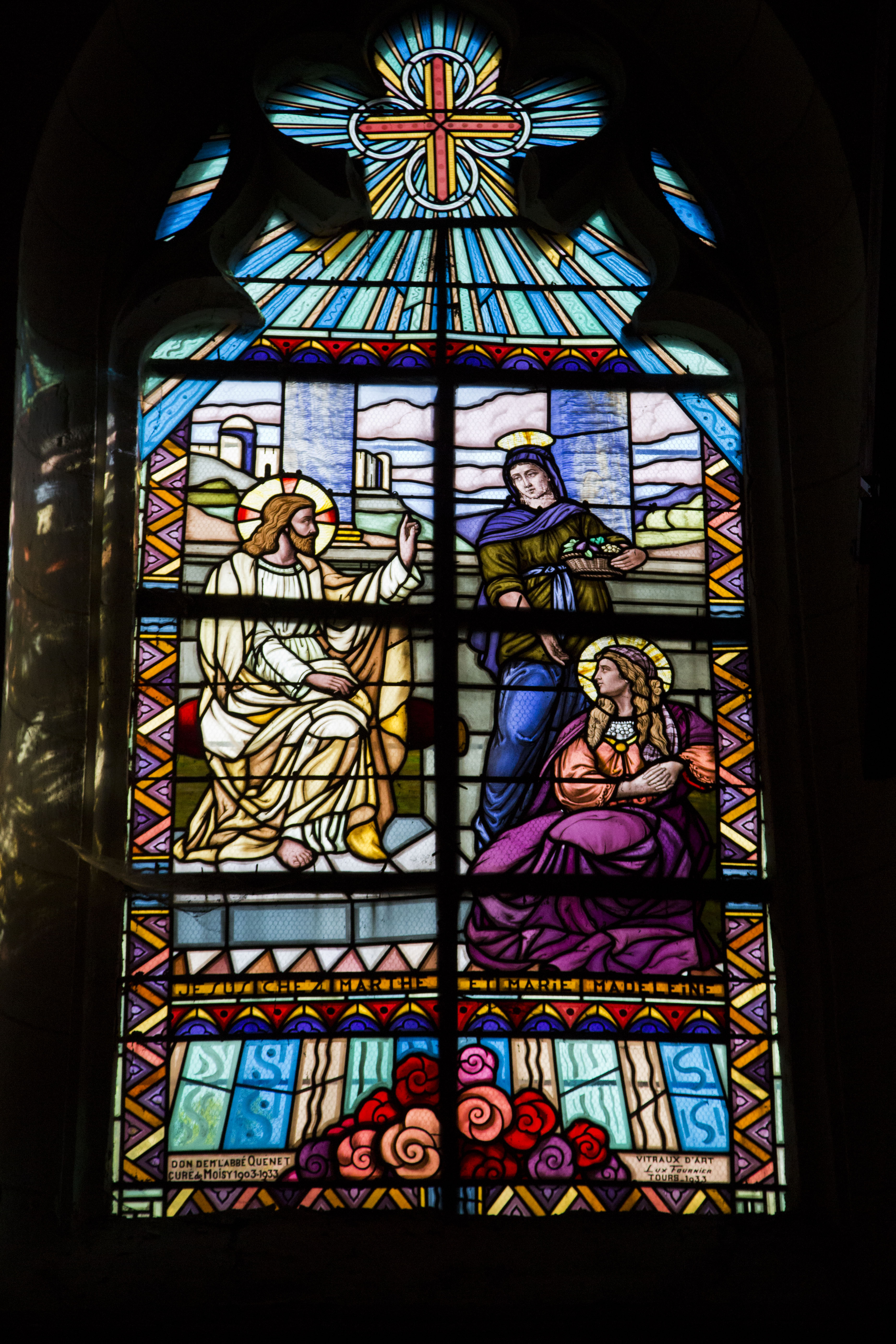
Vitrail de l'église de la Madeleine.

## Le retable
Le retable de l'église Sainte Marie Madeleine a été classé par un arrêté du Ministère de la Culture du 22 février 1979.
Il est remarquable par sa simplicité, constitué de panneaux de bois peints représentants les objets liturgiques des cérémonies chrétiennes et un tableau surmonte l'autel représentant le christ en Bon Pasteur.
Il a fait l'objet d'une restauration en 2007-2008, grâce à la mobilisation de l'ACM (Association culturelle de Moisy et des communes environnantes).
Une visite guidée a lieu tous les premiers samedis du mois de 14 à 16 heures.